# 普盧加里鄉
47°29′N 27°7′E / 47.483°N 27.117°E
普盧加里鄉（羅馬尼亞語：Comuna Plugari, Iași），是羅馬尼亞的鄉份，位於該國東北部，由雅西縣負責管轄，面積55平方公里，海拔高度81米，2007年人口3,568，人口密度每平方公里65人。